# Hickory Hills (Illinois)
Hickory Hills es una ciudad ubicada en el condado de Cook en el estado estadounidense de Illinois. En el Censo de 2010 tenía una población de 14049 habitantes y una densidad poblacional de 1.918,77 personas por km².

## Geografía
Hickory Hills se encuentra ubicada en las coordenadas 41°43′29″N 87°49′41″O / 41.72472, -87.82806. Según la Oficina del Censo de los Estados Unidos, Hickory Hills tiene una superficie total de 7.32 km², de la cual 7.32 km² corresponden a tierra firme y (0%) 0 km² es agua.

## Demografía
Según el censo de 2010, había 14049 personas residiendo en Hickory Hills. La densidad de población era de 1.918,77 hab./km². De los 14049 habitantes, Hickory Hills estaba compuesto por el 88.01% blancos, el 3.36% eran afroamericanos, el 0.11% eran amerindios, el 2.6% eran asiáticos, el 0% eran isleños del Pacífico, el 3.98% eran de otras etnias y el 1.94% pertenecían a dos o más etnias. Del total de la población el 12.65% eran hispanos o latinos de cualquier etnia.